# El Negredo
El Negredo es una localidad española del municipio de Riaza, perteneciente a la provincia de Segovia, en la comunidad autónoma de Castilla y León, España. Se encuentra en la sierra de Ayllón.

## Toponimia
Parece que anteriormente pudiera haberse denominado 'El Nebredo' como referencia a algún bosque de enebros presente en la zona. Parece más aceptado, no obstante, que El Negredo reciba su nombre, principalmente, por el color que antaño tenían los tejados de sus casas, construidos en su inmensa mayoría con pizarra de la zona circundante.

## Situación geográfica
Sus coordenadas geográficas son: 41°19′35.18″N 3°18′52.24″O / 41.3264389, -3.3145111. A la población se accede por la carretera local SG-V-1111, que une Riaza con Santibáñez de Ayllón y se encuentra a unos 19 km de Riaza y uno de Madriguera. El antiguo término municipal limitaba con los de Madriguera, El Muyo y Santibáñez de Ayllón. Su altitud oscila entre los 1070 y 1530 m sobre el nivel del mar en el Alto de la Cabra. El arroyo que pasa cerca del pueblo se llama Cobo, o de la Hoz, y desagua en el río Aguisejo en Estebanvela y éste, a su vez, en el río Riaza, afluente del río Duero.
En sus alrededores existe uno de los encinares más representativos de la comarca, con abundantes ejemplares de quejigos, además de unas minas de alunita.

## Historia

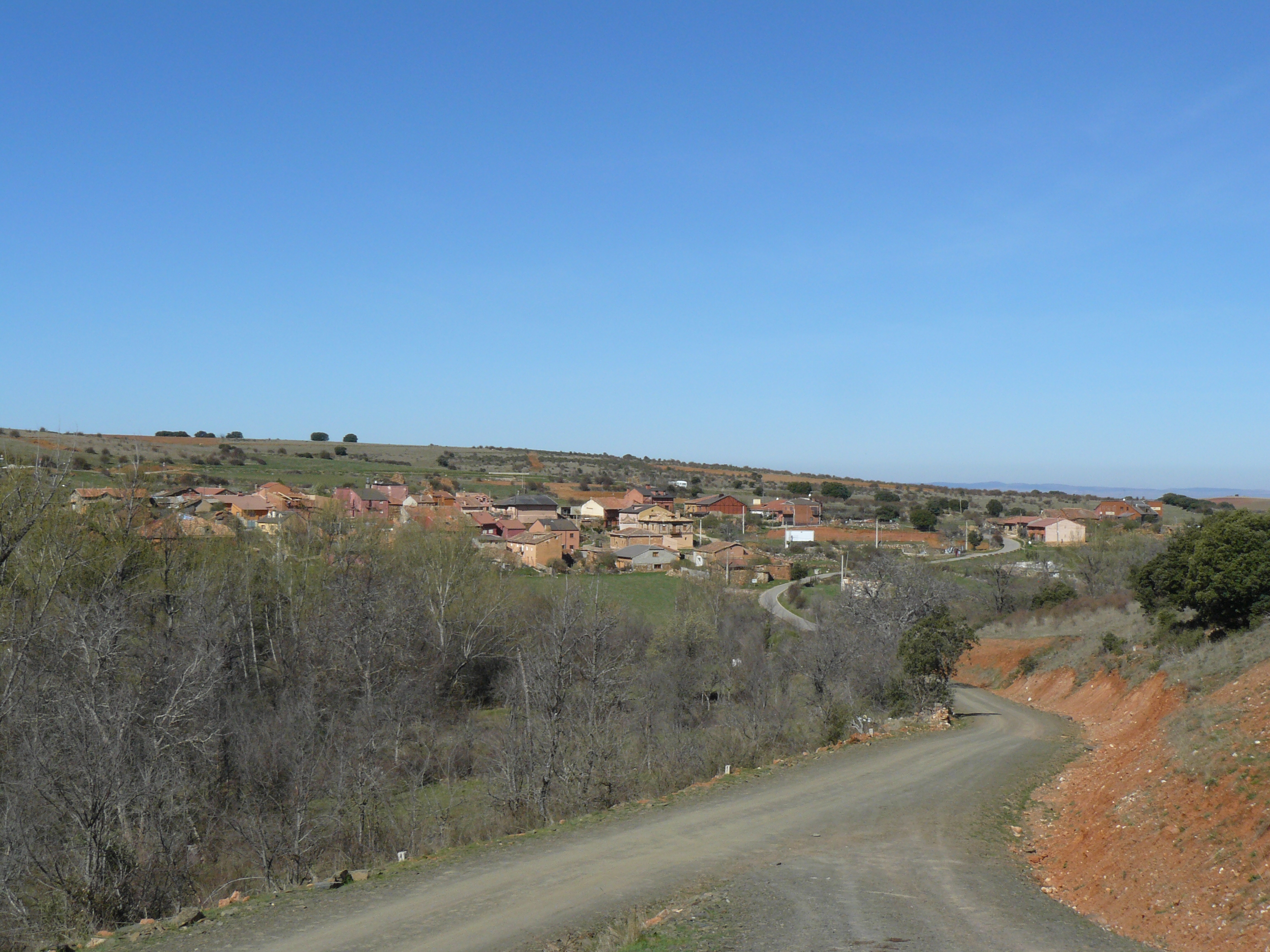
El Negredo desde el camino de la iglesia.

La primera noticia escrita que se tiene de El Negredo es de 1353 de nuestra era (en el documento original figura en 1391 porque es de la era Hispánica), en que aparece en la estadística de iglesias de la diócesis de Sigüenza, como perteneciente al arciprestazgo de Ayllón "la eglesia de Negredo hay un beneficio Diego Royz maestrescuela 36 mrs e el clérigo curado ha 20 mrs" (maravedies). Todo ello está recogido en el libro "Historia de la Diócesis de Sigüenza y de sus Obispos" del Obispo Toribio Minguella. Formaba parte del "Sexmo de la Sierra" de la "Comunidad de Villa y Tierra de Ayllón".
En un intento de reforma de los límites provinciales a inicios del siglo XIX, se la integra en la provincia de Burgos, desligándola de la de Segovia. Dicha división quedó derogada y al realizarse la actual división de provincias, en 1833 dicha Comunidad de Ayllón quedó fraccionada, repartiéndose sus pueblos entre Segovia, Soria y Guadalajara. Estuvo bajo el señorío del marqués de Villena.
Hacia mediados del siglo XIX, el lugar, por entonces con ayuntamiento propio, tenía contabilizada una población de 135 habitantes. La localidad aparece descrita en el decimosegundo volumen del Diccionario geográfico-estadístico-histórico de España y sus posesiones de Ultramar de Pascual Madoz de la siguiente manera:

NEGREDO: l. con ayunt. de la prov. de Segovia (14 leg.), par. jud. de Riaza (3), aud. terr. de Madrid (20), c. g. de Castilla la Nueva; dióc. de Sigüenza (12). sit. en la falda E. de un pequeño cerro; le combaten los vientos N. E. y S. El clima es propenso, por lo comun, á tercianas. Tiene 41 casas de mediana construccion, distribuidas en varias calles sin empedrar: hay casa de ayunt., escuela de primeras letras comun á ambos sexos, dotada con seis fan. de trigo: é igl. parr. (Ntra. Sra. de Valle-hermoso) con curato de segundo ascenso, y provision ordinaria: el cementerio está en paraje que no otende la salud pública. Confina el térm. N. Estebanvela; E. Santibañez; S. Muyo, y O. Madriguera: se estiende 1/2 leg. de N. á S. é igual distancia de E. á O., y comprende un monte de roble y encina titulado Negro; una dehesa de 10 obradas de estension; y diferentes prados con árboles frutales y yerbas para los ganados: le atraviesa un r. llamado Cobo y varios arroyos, cuyas aguas utilizan los vecinos para sus usos, y el riego de algunos prados. Ei terreno es de segunda y tercera calidad. caminos: los que dirigen a los pueblos limitrofes, en mediano estado. El correo se recibe en Aillon. prod. trigo, cebada, centeno, avena, patatas y yerbas; mantiene ganado lanar basto, vacuno y cabrio, y cria caza de liebres y perdices. ind.: la agrícola y un molino harinero. El comercio: está reducido á la esportacion de los frutos sobrantes, é importacion de los artículos de que se carece. pobl.: 46 vec., 135 alm. cap. imp.: 23,399 rs. contr.: segun el cálculo general y oficial de la prov. 20'72 por 100.
(Madoz, 1849, pp. 147-148)

Eclesiásticamente perteneció a la diócesis de Sigüenza, hasta que pasó a la diócesis de Segovia en 1953. En las elecciones municipales de 1979 salió elegido alcalde Francisco Santamaría Izquierdo (UCD). Administrativamente el municipio fue agregado en 1979,  al Ayuntamiento de Riaza, al cual pertenece actualmente.

## Demografía
| Gráfica de evolución demográfica de El Negredo entre 1842 y 1970 |
| |
| Población de derecho según los censos de población del INE Población de hecho según los censos de población del INEEntre el censo de 1981 y el anterior, este municipio desaparece porque se integra en el municipio 40170 (Riaza) |

Censos históricos
1. Según el Censo de Pecheros de Carlos I de 1528 había 45 vecinos pecheros (o con obligación de pagar impuestos)
2. Según el Censo de la Sal de 1631 hay 10 vecinos obligados a pagar y 800 ganados, por 1200 fanegas de sal, 4012 (millones a maravedíes xxx)
3. Según el Diccionario de Pascual Madoz en 1848 había 40 vecinos, 130 almas en 41 casas (escuela de primeras letras común a ambos sexos).[1]

Evolución demográfica
| 11            | 14 | 13 | 13 | 14 | 10 | 7 | 6 | 6 | 7 | 9 | 9 | 5 |
| (Fuente: INE) |    |    |    |    |    |   |   |   |   |   |   |   |

## Administración y política
Lista de alcaldes
| Periodo   | Nombre                         | Partido | Partido |
| --------- | ------------------------------ | ------- | ------- |
| 1979-1979 | Francisco Santamaría Izquierdo |         | UCD     |

## Patrimonio

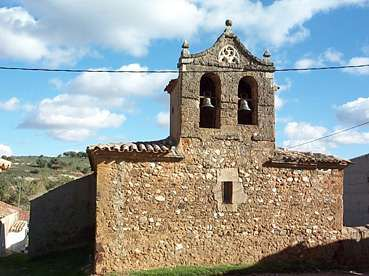
Ermita de San Benito

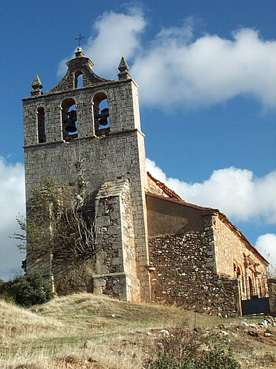
Iglesia de Santa María

La patrona de la población es Nuestra Señora del Vallehermoso. Se da la curiosa circunstancia de que en el interior de la población se encuentra la ermita de San Benito, construida en el siglo XVII, y en el exterior de la misma, en la falda situada en el otro lado del valle donde se asienta la población, se sitúa la iglesia de Santa María, de origen románico. A esta época pertenece una portada compuesta por dos columnas con capiteles de hojas, y arquivoltas decoradas con tacos y óvalos. Tiene también un bello pórtico renacentista. En su cementerio existen unos dibujos circulares labrados en piedra que podrían remontarse a la época visigoda.

## Fiestas populares
El 8 de septiembre, Natividad de la Virgen María, bajo la advocación de Ntra. Sra. del Vallehermoso. No obstante, la fiesta se trasladó al último domingo de agosto por motivos de asistencia.

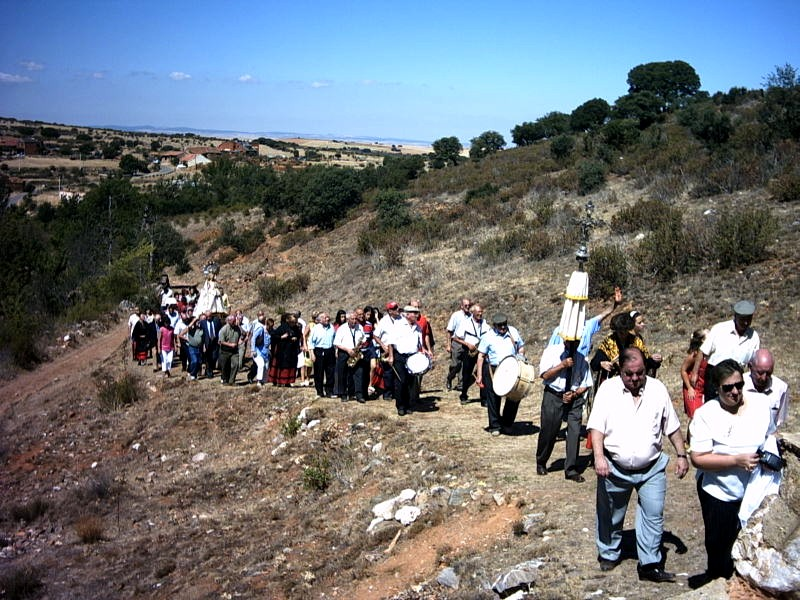
Procesión en honor a Ntra. Sra. del Vallehermoso

Es tradición que el sábado por la tarde se baje la imagen de Ntra. Sra. del Vallehermoso desde la iglesia a la ermita en procesión bailando jotas. Esa misma noche los mozos del pueblo enraman las casas de las mozas, para que la mañana del domingo esté todo preparado para la diana. La diana es una ronda que realizan los mozos del pueblo por todas las casas del pueblo acompañados de los músicos. La gente se va acoplando a dicha ronda hasta finalizar en la plaza. Cuando finaliza se coge de nuevo la imagen de Ntra. Sra. del Vallermoso y se sube a la iglesia de nuevo. Antes de que entre la Virgen al templo se hace una subasta de los palos de la Virgen para tener el honor de meter la imagen en la iglesia y realizar la Misa Mayor. Es tradición comer cordero asado ese día en familia.
El primer fin de semana de octubre también se celebra la Virgen del Rosario con una pequeña procesión por el interior del pueblo.